# La Hutte aux gabelous
La Hutte aux Gabelous, aussi appelée allée couverte de la Louvetière, est une allée couverte située à Saint-Mars-sur-la-Futaie, dans le département de la Mayenne, dans les Pays de la Loire.

## Historique
L'allée couverte a été fouillée entre 1990 et 1993 par Roger Bouillon et une équipe de bénévoles. 
La partie nord-ouest a été restaurée telle qu'elle pouvait être à l'origine, alors que la partie sud-est, avec son entrée latérale, a été détruite au fil du temps. 

## Description
Cette sépulture mégalithique à entrée latérale est composée d'une chambre funéraire d'environ 8,5 m de long et 1 m de large, entourée d'un péristalithe et recouverte d'un cairn.
L'édifice a été daté du Néolithique final (environ 2800 av. J.-C.).